# Juan Pablo Brzezicki
Juan Pablo Brzezicki (Buenos Aires, 12 aprile 1982) è un ex tennista argentino.

## Carriera
In carriera ha vinto un titolo di doppio. In questa specialità ha raggiunto la 87ª posizione della classifica ATP, mentre in singolare ha raggiunto il 94º posto. Il suo miglior risultato nelle prove del Grande Slam è stato il terzo turno raggiunto in singolare all'Open di Francia 2007, dove è stato eliminato da Carlos Moyá.

## Statistiche

### Doppio

#### Vittorie (1)
| Numero | Anno           | Torneo                 | Superficie  | Compagno          | Avversari in finale       | Punteggio |
| 1.     | 23 luglio 2007 | Dutch Open, Amersfoort | Terra rossa | Juan Pablo Guzmán | Robin Haase Rogier Wassen | 6-2, 6-0  |